# Free State Project
O Free State Project, sigla FSP, (Projeto Estado Livre) é um movimento político fundado em 2001, para conseguir, pelo menos, 20.000 propensos libertários para se mudarem para New Hampshire, com o intuito de tornar o estado um reduto das ideias libertárias.
Aqueles que se juntam ao Free State Project assinam uma declaração de intenção de mudar para New Hampshire no prazo de cinco anos do grupo, atingindo 20.000 participantes. Aqueles que se mudarem para New Hampshire antes da FSP atingir 20.000 participantes são referidos como "os pioneiros".
Em 14 de março de 2010, havia 10 mil participantes, dos quais 797 se mudaram para New Hampshire. O movimento alcançou uma vitória em 2006, quando um de seus participantes, Joel Winters, foi eleito para o New Hampshire General Court. Winters concorreu pelo Democratas. Em 2008, seis participantes foram eleitos para a Câmara dos Deputados de New Hampshire, incluindo Winters, de acordo com os participantes do grupo.
Vários participantes do projeto também pertencem à New Hampshire Liberty Alliance.

## Missão e valores
O movimento se identifica como apoiadores do livre mercado e do federalismo constitucional. A missão, adotada em 2005, declara: 
| “ | O Free State Project é um acordo entre os 20 mil ativistas pró-liberdade para ir para New Hampshire, onde irão exercer o máximo esforço prático para a criação de uma sociedade na qual o papel máximo do governo é a proteção da vida, liberdade e propriedade. O sucesso do Projeto provavelmente implicará reduções de tributação e regulamentação, reformas em todos os níveis do governo para ampliar os direitos individuais e o livre mercado, e uma restauração do federalismo constitucional, demonstrando os benefícios da liberdade para o resto da nação e do mundo. | ” |

## História
O Free State Project foi fundado em 2001 por Jason Sorens, um estudante de Ph.D. na Yale University. Sorens publicou um artigo na The Libertarian Enterprise destacando a falha dos libertários em eleger um candidato para cargos federais e delineando suas ideias de um movimento de secessão, além de convidar as pessoas a responderem se estivessem interessadas. O movimento tem, desde então, enfatizado com menos força o secessionismo. Sorens inclusive escreveu uma nota para este efeito no jornal, em 2004. Sorens afirmou que o movimento continua uma tradição americana, de política de migração, que inclui grupos como os colonos Mórmon em Utah e a comunidades religiosa Amish.
O grupo começou sem um estado específico em mente. Uma revisão sistemática foi iniciada para definir os estados alvo em potencial, aqueles com população inferior a 1,5 milhões, e onde os gastos combinados, em 2000, pelos partidos Democrata e Republicano tivesse sido inferior a US$ 5,2 milhões, o gasto total nacional do Libertarian Party naquele ano. Hawaii e Rhode Island foram eliminados por serem propensos a governos centralizados.
A votação, em Setembro de 2003, foi realizada para escolher um estado para concentrar os esforços do movimento. A cédula usou o método de Condorcet para escolher o estado de destino. New Hampshire foi o vencedor, com Wyoming vindo em segundo. Alaska, Idaho, Montana, Vermont, e as Dakotas também estiveram na lista.
O estado de New Hampshire foi escolhido porque a cultura individualista de New Hampshire ressoa bem com ideais libertários. O movimento, entretanto, recebeu diversas críticas dos moradores de New Hampshire, a maioria democratas e aqueles em cidades com problemas de gastos, preocupados com a pressão da população e da oposição ao aumento de impostos. Republicanos, por outro lado, reagiram de forma mais favorável ao projeto, por causa do apoio ao governo mínimo.

## Crítica
Pam Martens, uma escritora free-lance para CounterPunch.org, afirma que a formação da organização foi em grande parte devido a uma agenda corporativa para aumentar os lucros das empresas, limitando a regulação governamental. Vários participantes do FSP criticaram seus artigos como totalmente imprecisos e mal pesquisados. Afirmam que o antagonismo de Martens deriva de uma disputa pessoal com um de seus vizinhos, um participante do Free State Project.